# Trypoxylini
Die Trypoxylini sind eine Tribus der Grabwespen (Spheciformes) aus der Familie Crabronidae. Weltweit sind über 500 Arten in sechs Gattungen bekannt, in Europa kommen 20 Arten in zwei Gattungen vor. Es handelt sich um eine gut entwickelte Gruppe der Crabroninae. Die wichtigste Gattung ist Trypoxylon mit etwa 350 Arten. Das Hauptverbreitungsgebiet der weltweit verbreiteten Tribus ist die Neotropis, in Mitteleuropa ist die Gruppe nur durch die Gattung Trypoxylon vertreten.

## Merkmale
Die Grabwespen haben einen langgestreckten, schlanken Körper. Er ist mit Ausnahme einiger tropischer und australischer Arten, die eine rote oder gelbe Zeichnung aufweisen, schwarz. Die Tribus umfasst Arten mit stark ausgerandeten inneren Augenrändern und reduzierter Flügeladerung.

## Lebensweise
Die Arten der Gattung Trypoxylon nisten in vorhandenen Hohlräumen in Stängeln oder Holz oder bauen Nester aus Lehm. Andere Arten legen ihr Nest jedoch auch selbst gegraben im Erdboden an. Bei manchen Arten der Gattung Pison und Trypoxylon helfen die Männchen dem Weibchen beim Nestbau oder bewachen das Nest. Die Brut wird von allen Arten mit Spinnen versorgt.

## Systematik
Nach Pulawski (2009) umfasst die Tribus folgende Gattungen:
- Aulacophilinus Lomholdt, 1980
- Aulacophilus F. Smith, 1869
- Pison Jurine in Spinola, 1808
- Pisonopsis W. Fox, 1893
- Pisoxylon Menke, 1968
- Trypoxylon Latreille, 1796

## Belege